# Dwór na Rudniczem w Poznaniu
Dwór na Rudniczem – dwór, zlokalizowany w Poznaniu, na Rudniczem, przy ul. Wykopy, w sąsiedztwie Szacht i dawnej huty miedzi. Obecnie stanowi własność prywatną.

## Charakterystyka
Obiekt powstał w początkach XIX wieku. Z tego czasu pochodzi sam dwór, dom w podwórzu, stajnia i ubikacje. Dobudówkę zrealizowano w 1926.
Ze stajni korzystały konie armii napoleońskiej podczas inwazji na Moskwę, co potwierdzają dokumenty w Archiwum Państwowym.
W parku stoi figura Matki Boskiej. Sam park porasta cenny starodrzew – głównie klony, topole, kasztanowce, dęby i lipy o wysokości do 30 metrów. Istnieje też około stuletnia jabłoń. W parku niewielki staw (glinianka) z wysepką i kładką. Na brzegu źródełko. Na terenie parku istniała kiedyś cegielnia. Po jej likwidacji urządzono w jej miejscu kort tenisowy (nieistniejący).
Dwór i folwark Rudnicze należały m.in. do księdza Ignacego Cwojdzińskiego (zamordowanego w 1869), potem do przedsiębiorcy żydowskiego – Edwarda Ephraima. Po jego emigracji do Niemiec w 1919 majątek zakupił doktor filozofii – Zygmunt Szymański. Zmodernizowana przez niego cegielnia stała się jednym z większych zakładów tego typu w okolicy, zatrudniając ok. 100 pracowników.
W czasie wojny majątek i dwór zajął bałtycki Niemiec Paul Boehm. Dr. Szymański został wysiedlony do oddalonego o 3 km Żabikowa z zakazem pojawiania się na terenie posiadłości, ale jego rodzina pozostała w zabudowaniach folwarcznych, a zięć dr. Szymańskiego – Wacław Komorowski został kierownikiem gospodarstwa rolnego.
Po wojnie dr Szymański powrócił do dworu i odbudował cegielnię. Była to jedyna cegielnia w okolicy oferująca różnorodne kształtki nawiązujące do cegły średniowiecznej, a jej wyroby posłużyły do odbudowy katedry poznańskiej i innych zabytkowych budowli. Władze PRL w 1950 r. przejęły zarząd na cegielnią, a w 1953 r. znacjonalizowały cegielnię wraz z folwarkiem, ale pozostawiły właścicieli we dworze, w którym zamieszkiwała córka Szymańskiego – Bronisława Komorowska. Komorowscy są właścicielami obiektu do dziś.
Dojazd do obiektu ulicą Wykopy, od Głogowskiej. Nie docierają tu żadne linie komunikacji publicznej.